# Шумин
Шуми́н — село в Україні, у Батуринській територіальній громаді Ніжинського району Чернігівської області. До 2020 орган місцевого самоврядування — Городищенська сільська рада. Населення становить 59 осіб (станом на 2001 рік). Село розташоване на сході Ніжинського району, за 7,1 кілометра від Бахмача.

## Географія
Село Шумин лежить за 7,1 км на північ від м. Бахмач, фізична відстань до Києва — 161,2 км.

## Історія
Назва села походить від перших переселенців. Виникло у 1902 — 1904 на узбіччі ґрунтового шляху Бахмач — Батурин.[джерело?]
12 червня 2020 року, відповідно до розпорядження Кабінету Міністрів України № 730-р «Про визначення адміністративних центрів та затвердження територій територіальних громад Чернігівської області», увійшло до складу Батуринської міської громади.
19 липня 2020 року, в результаті адміністративно-територіальної реформи та ліквідації Бахмацького району, село увійшло до складу Ніжинського району Чернігівської області.

## Населення
Станом на 1989 рік у селі проживало 64 особи, серед них — 28 чоловіків і 36 жінок.
За даними перепису населення 2001 року у селі проживали 59 осіб. Рідною мовою назвали:
| Мова       | Кількість осіб | Відсоток |
| ---------- | -------------- | -------- |
| українська | 59             | 100,00%  |